# Grand Prix Stanów Zjednoczonych 2005
Grand Prix Stanów Zjednoczonych 2005 – dziewiąta runda Mistrzostw Świata Formuły 1 w sezonie 2005.
Wyścig ten przeszedł do historii jako jeden z najbardziej kontrowersyjnych Grand Prix w historii Formuły 1. Do wyścigu który odbył się 19 czerwca zgłoszonych zostało 20 kierowców, z czego w wyścigu wystartowało zaledwie 6 kierowców z zespołów używających opon Bridgestone (tj. Ferrari, Jordan i Minardi). Z powodu obaw o bezpieczeństwo kierowców z wyścigu po okrążeniu rozgrzewkowym wycofało się 7 zespołów używających opon Michelin.
Zwycięzcą wyścigu został Michael Schumacher, przy czym było to jego jedyne zwycięstwo w tamtym sezonie. Wydarzenia podczas Grand Prix Stanów Zjednoczonych postawiły Formułę 1 w negatywnym świetle, szczególnie w Stanach Zjednoczonych.

## Wyniki
| Legenda oznaczeń w tabelach wyników Wyświetl szablon na nowej stronie | Legenda oznaczeń w tabelach wyników Wyświetl szablon na nowej stronie                                                                     |
| Oznaczenie                                                            | Wyjaśnienie |
| --------------------------------------------------------------------- | --- |
| Złoty                                                                 | Zwycięzca lub mistrzostwo |
| Srebrny                                                               | 2. miejsce lub wicemistrzostwo |
| Brązowy                                                               | 3. miejsce lub II wicemistrzostwo |
| Zielony                                                               | Ukończył, punktował (w klasyfikacji generalnej, gdy zdobył co najmniej jeden punkt na przestrzeni sezonu, poza trzema powyższymi opcjami) |
| Niebieski                                                             | Ukończył, nie punktował (w klasyfikacji generalnej, gdy nie zdobył co najmniej jednego punktu na przestrzeni sezonu)                      |
| Czerwony                                                              | Nie zakwalifikował się (NZ) |
| Czerwony                                                              | Nie prekwalifikował się (NPK) |
| Różowy                                                                | Nie ukończył (NU) |
| Różowy                                                                | Niesklasyfikowany (NS) (w klasyfikacji generalnej, gdy nie został sklasyfikowany w żadnym wyścigu sezonu)                                 |
| Czarny                                                                | Zdyskwalifikowany (DK) |
| Czarny                                                                | Wykluczony (WYK/EX) |
| Biały                                                                 | Nie wystartował (NW) |
| Biały                                                                 | Kontuzjowany (K/INJ) |
| Biały                                                                 | Wyścig odwołany (OD/C) |
| Bez koloru                                                            | Został wycofany (WYC/WD) |
| Bez koloru                                                            | Nie przybył (NP/DNA) |
| Bez koloru                                                            | Nie brał udziału w treningach (NT/DNP) |
| Bez koloru                                                            | Nie został zgłoszony (–) |
| Pogrubienie                                                           | Start z pole position |
| Kursywa                                                               | Najszybsze okrążenie wyścigu |
| †                                                                     | Nie ukończył, ale jego rezultat został zaliczony ze względu na przejechanie więcej niż 90% dystansu wyścigu.                              |
| *                                                                     | Sezon w trakcie |
| 1/2/3                                                                 | Punktowana pozycja w sprincie |
| Lista systemów punktacji Formuły 1                                    | |

### Sesje Treningowe
| Sesja | Nr | Kierowca           | Konstruktor      | Czas     |
| ----- | -- | ------------------ | ---------------- | -------- |
| 1     | 10 | Juan Pablo Montoya | McLaren Mercedes | 1:12.027 |
| 2     | 10 | Juan Pablo Montoya | McLaren Mercedes | 1:11.118 |
| 3     | 10 | Juan Pablo Montoya | McLaren Mercedes | 1:10.726 |
| 4     | 9  | Kimi Räikkönen     | McLaren Mercedes | 1:10.643 |

### Kwalifikacje

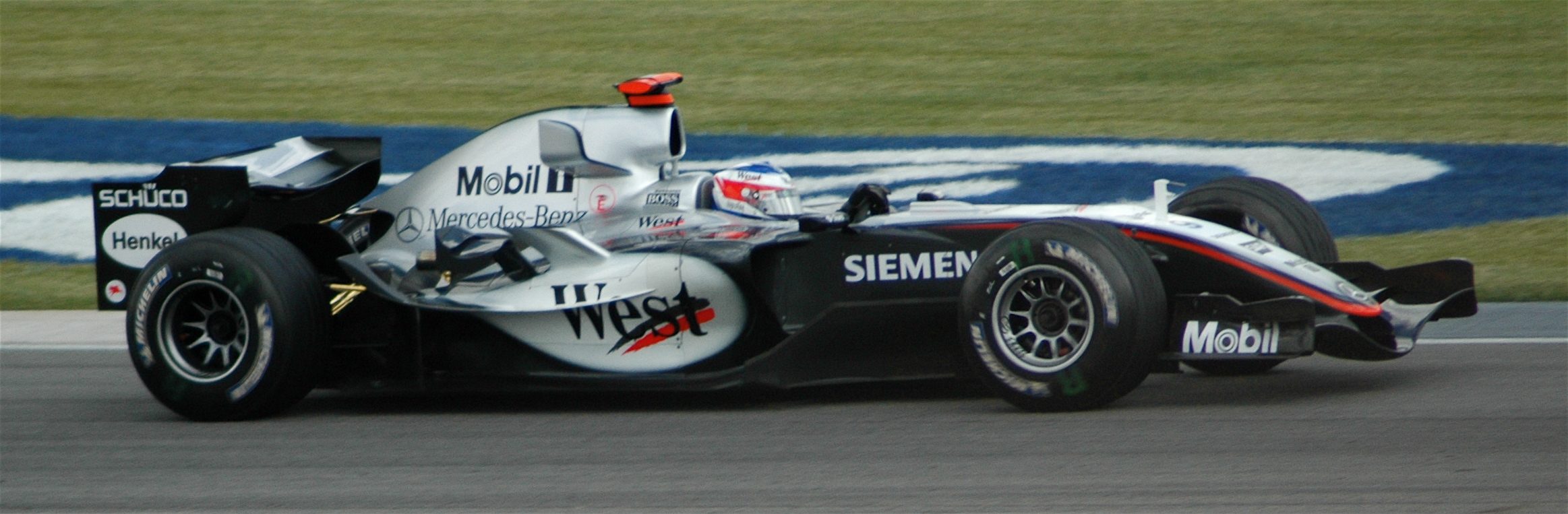
Kimi Räikkönen podczas kwalifikacji

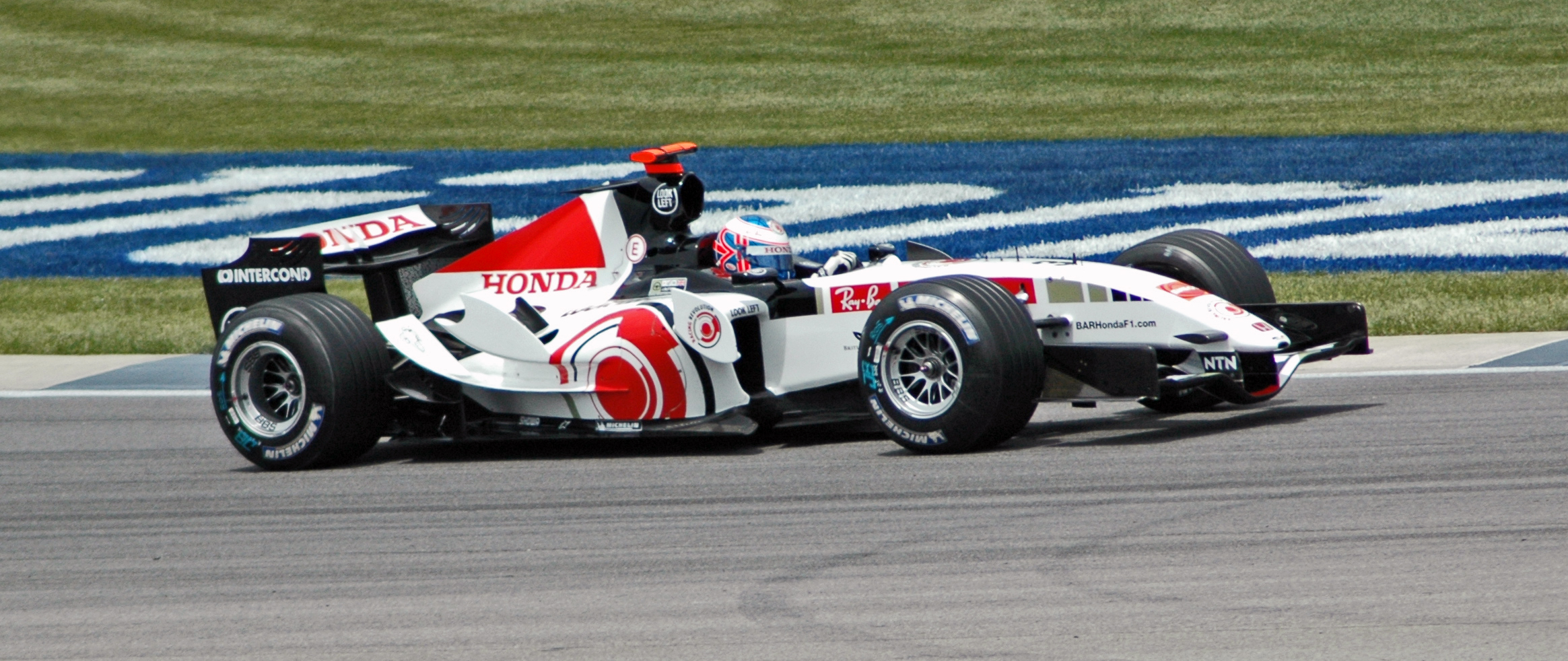
Jenson Button podczas kwalifikacji

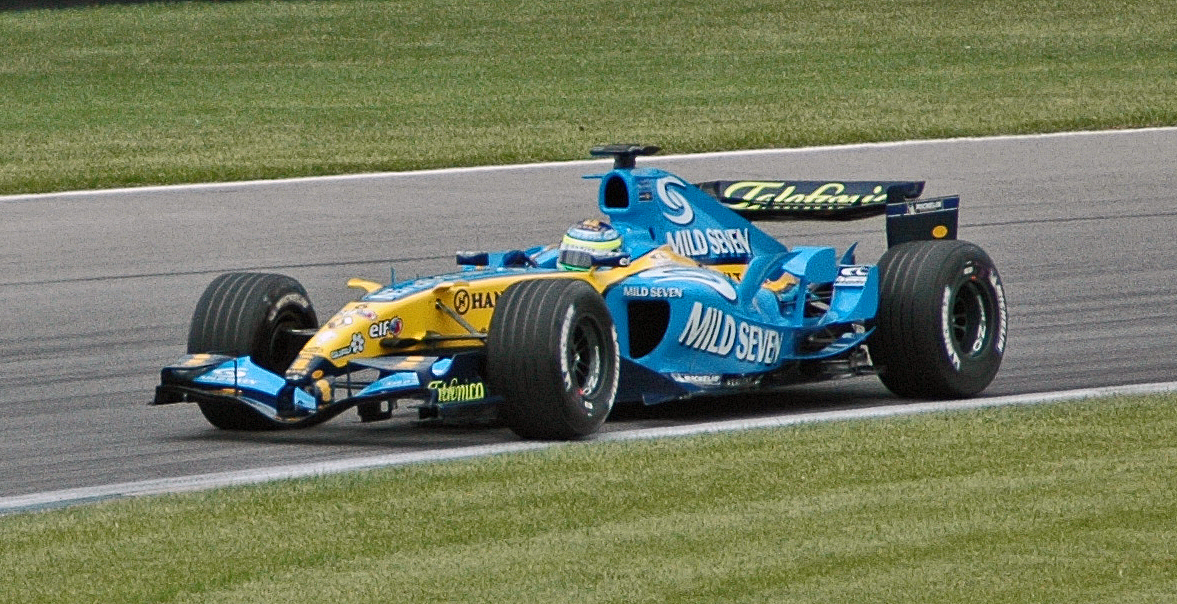
Giancarlo Fisichella podczas kwalifikacji

| P  | Imię i nazwisko      | Kraj            | Nazwa stajni             | Opony       | Okr. | Czas     | Strata   |
| -- | -------------------- | --------------- | ------------------------ | ----------- | ---- | -------- | -------- |
| 1  | Jarno Trulli         | Włochy          | Toyota                   | Michelin    | 3    | 1:10.625 |          |
| 2  | Kimi Räikkönen       | Finlandia       | McLaren-Mercedes         | Michelin    | 3    | 1:10.694 | 0:00.069 |
| 3  | Jenson Button        | Wielka Brytania | B.A.R.-Honda             | Michelin    | 3    | 1:11.277 | 0:00.652 |
| 4  | Giancarlo Fisichella | Włochy          | Renault                  | Michelin    | 3    | 1:11.290 | 0:00.665 |
| 5  | Michael Schumacher   | Niemcy          | Ferrari                  | Bridgestone | 3    | 1:11.369 | 0:00.744 |
| 6  | Fernando Alonso      | Hiszpania       | Renault                  | Michelin    | 3    | 1:11.380 | 0:00.755 |
| 7  | Rubens Barrichello   | Brazylia        | Ferrari                  | Bridgestone | 3    | 1:11.431 | 0:00.806 |
| 8  | Takuma Satō          | Japonia         | B.A.R.-Honda             | Michelin    | 3    | 1:11.497 | 0:00.872 |
| 9  | Mark Webber          | Australia       | Williams-BMW             | Michelin    | 3    | 1:11.527 | 0:00.902 |
| 10 | Felipe Massa         | Brazylia        | Sauber-Petronas          | Michelin    | 3    | 1:11.555 | 0:00.930 |
| 11 | Juan Pablo Montoya   | Kolumbia        | McLaren-Mercedes         | Michelin    | 3    | 1:11.681 | 0:01.056 |
| 12 | Jacques Villeneuve   | Kanada          | Sauber-Petronas          | Michelin    | 3    | 1:11.691 | 0:01.066 |
| 13 | Ricardo Zonta        | Brazylia        | Toyota                   | Michelin    | 3    | 1:11.754 | 0:01.129 |
| 14 | Christian Klien      | Austria         | Red Bull Racing-Cosworth | Michelin    | 3    | 1:12.132 | 0:01.507 |
| 15 | Nick Heidfeld        | Niemcy          | Williams-BMW             | Michelin    | 3    | 1:12.430 | 0:01.805 |
| 16 | David Coulthard      | Wielka Brytania | Red Bull Racing-Cosworth | Michelin    | 3    | 1:12.682 | 0:02.057 |
| 17 | Tiago Monteiro       | Portugalia      | Jordan-Toyota            | Bridgestone | 3    | 1:13.462 | 0:02.837 |
| 18 | Christijan Albers    | Holandia        | Minardi-Cosworth         | Bridgestone | 3    | 1:13.632 | 0:03.007 |
| 19 | Narain Karthikeyan   | Indie           | Jordan-Toyota            | Bridgestone | 3    | 1:13.776 | 0:03.151 |
| 20 | Patrick Friesacher   | Austria         | Minardi-Cosworth         | Bridgestone | 3    | 1:14.494 | 0:03.869 |

### Wyścig
| P                                                     | + / – | Nr | Kierowca             | Konstruktor       | Opony | Okr. | Czas / Strata | Komentarz |
| ----------------------------------------------------- | ----- | -- | -------------------- | ----------------- | ----- | ---- | ------------- | --------- |
| 1                                                     | 4     | 1  | Michael Schumacher   | Ferrari           | B     | 73   | 1h29:43.181   |           |
| 2                                                     | 5     | 2  | Rubens Barrichello   | Ferrari           | B     | 73   | +0:01.005     |           |
| 3                                                     | 14    | 19 | Tiago Monteiro       | Jordan-Toyota     | B     | 72   | +1 okr.       |           |
| 4                                                     | 15    | 18 | Narain Karthikeyan   | Jordan-Toyota     | B     | 72   | +1 okr.       |           |
| 5                                                     | 12    | 20 | Christijan Albers    | Minardi-Cosworth  | B     | 71   | +2 okr.       |           |
| 6                                                     | 14    | 21 | Patrick Friesacher   | Minardi-Cosworth  | B     | 71   | +2 okr.       |           |
| Nie wystartowali / niedopuszczeni do ponownego startu |       |    |                      |                   |       |      |               |           |
|                                                       |       | 16 | Jarno Trulli         | Toyota            | M     | 0    |               | [ 1 ]     |
|                                                       |       | 9  | Kimi Räikkönen       | McLaren-Mercedes  | M     | 0    |               | [ 1 ]     |
|                                                       |       | 3  | Jenson Button        | BAR-Honda         | M     | 0    |               | [ 1 ]     |
|                                                       |       | 6  | Giancarlo Fisichella | Renault           | M     | 0    |               | [ 1 ]     |
|                                                       |       | 5  | Fernando Alonso      | Renault           | M     | 0    |               | [ 1 ]     |
|                                                       |       | 4  | Takuma Satō          | BAR-Honda         | M     | 0    |               | [ 1 ]     |
|                                                       |       | 7  | Mark Webber          | Williams-BMW      | M     | 0    |               | [ 1 ]     |
|                                                       |       | 11 | Felipe Massa         | Sauber-Petronas   | M     | 0    |               | [ 1 ]     |
|                                                       |       | 10 | Juan Pablo Montoya   | McLaren-Mercedes  | M     | 0    |               | [ 1 ]     |
|                                                       |       | 12 | Jacques Villeneuve   | Sauber-Petronas   | M     | 0    |               | [ 1 ]     |
|                                                       |       | 17 | Ricardo Zonta        | Toyota            | M     | 0    |               | [ 1 ]     |
|                                                       |       | 15 | Christian Klien      | Red Bull-Cosworth | M     | 0    |               | [ 1 ]     |
|                                                       |       | 8  | Nick Heidfeld        | Williams-BMW      | M     | 0    |               | [ 1 ]     |
|                                                       |       | 14 | David Coulthard      | Red Bull-Cosworth | M     | 0    |               | [ 1 ]     |
| P                                                     | + / – | Nr | Kierowca             | Konstruktor       | Opony | Okr. | Czas / Strata | Komentarz |

## Klasyfikacja po wyścigu

### Kierowcy
| P  | +/- | Imię i nazwisko      | Kraj            | Stajnia                  | PKT | 1 miejsca | 2 miejsca | 3 miejsca | P. pos |
| -- | --- | -------------------- | --------------- | ------------------------ | --- | --------- | --------- | --------- | ------ |
| 1  | 0   | Fernando Alonso      | Hiszpania       | Renault                  | 59  | 4         | 1         | 1         | 2      |
| 2  | 0   | Kimi Räikkönen       | Finlandia       | McLaren-Mercedes         | 37  | 3         | 0         | 1         | 3      |
| 3  | +2  | Michael Schumacher   | Niemcy          | Ferrari                  | 34  | 1         | 2         | 0         | 0      |
| 4  | +3  | Rubens Barrichello   | Brazylia        | Ferrari                  | 29  | 0         | 2         | 2         | 0      |
| 5  | -2  | Jarno Trulli         | Włochy          | Toyota                   | 27  | 0         | 2         | 1         | 1      |
| 6  | -2  | Nick Heidfeld        | Niemcy          | Williams-BMW             | 25  | 0         | 2         | 1         | 1      |
| 7  | -1  | Mark Webber          | Australia       | Williams-BMW             | 22  | 0         | 0         | 1         | 0      |
| 8  | 0   | Ralf Schumacher      | Niemcy          | Toyota                   | 20  | 0         | 0         | 0         | 0      |
| 9  | 0   | Giancarlo Fisichella | Włochy          | Renault                  | 17  | 1         | 0         | 0         | 1      |
| 9  | 0   | David Coulthard      | Wielka Brytania | Red Bull Racing-Cosworth | 17  | 0         | 0         | 0         | 0      |
| 11 | 0   | Juan Pablo Montoya   | Kolumbia        | McLaren-Mercedes         | 16  | 0         | 0         | 0         | 0      |
| 12 | 0   | Felipe Massa         | Brazylia        | Sauber-Petronas          | 7   | 0         | 0         | 0         | 0      |
| 13 | N   | Tiago Monteiro       | Portugalia      | Jordan-Toyota            | 6   | 0         | 0         | 1         | 0      |
| 14 | -1  | Alexander Wurz       | Austria         | McLaren-Mercedes         | 6   | 0         | 0         | 1         | 0      |
| 15 | -1  | Jacques Villeneuve   | Kanada          | Sauber-Petronas          | 5   | 0         | 0         | 0         | 0      |
| 16 | N   | Narain Karthikeyan   | Indie           | Jordan-Toyota            | 5   | 0         | 0         | 0         | 0      |
| 17 | -3  | Christian Klien      | Austria         | Red Bull Racing-Cosworth | 4   | 0         | 0         | 0         | 0      |
| 18 | N   | Christijan Albers    | Holandia        | Minardi-Cosworth         | 4   | 0         | 0         | 0         | 0      |
| 19 | -3  | Pedro de la Rosa     | Hiszpania       | McLaren-Mercedes         | 4   | 0         | 0         | 0         | 0      |
| 20 | N   | Patrick Friesacher   | Austria         | Minardi-Cosworth         | 3   | 0         | 0         | 0         | 0      |
| 21 | -4  | Vitantonio Liuzzi    | Włochy          | Red Bull Racing-Cosworth | 1   | 0         | 0         | 0         | 0      |

### Konstruktorzy
| P | +/- | Nazwa stajni             | PKT | 1 miejsca | 2 miejsca | 3 miejsca |
| - | --- | ------------------------ | --- | --------- | --------- | --------- |
| 1 | 0   | Renault                  | 76  | 5         | 1         | 1         |
| 2 | 0   | McLaren-Mercedes         | 63  | 3         | 0         | 2         |
| 3 | +2  | Ferrari                  | 63  | 1         | 4         | 2         |
| 4 | -1  | Williams-BMW             | 47  | 0         | 2         | 2         |
| 4 | -1  | Toyota                   | 47  | 0         | 2         | 1         |
| 6 | 0   | Red Bull Racing-Cosworth | 22  | 0         | 0         | 0         |
| 7 | 0   | Sauber-Petronas          | 12  | 0         | 0         | 0         |
| 8 | N   | Jordan-Toyota            | 11  | 0         | 0         | 1         |
| 9 | N   | Minardi-Cosworth         | 7   | 0         | 0         | 0         |

## Prowadzenie w wyścigu
| Nr | Kierowca           | Okrążenia   | Suma |
| -- | ------------------ | ----------- | ---- |
| 1  | Michael Schumacher | 1-28, 50-73 | 52   |
| 2  | Rubens Barrichello | 29-49       | 21   |